# دائرة لوطا
دائرة لوتا هي إحدى الدوائر المكونة لإقليم الناظور وتتموقع في شرق وجنوب الإقليم.
تضاريس المنطقة جبلية في الشمال الشرقي أين توجد جبال كبدانة وجافة ومنخفضة جنوبا نواحي قيادة بني بويحيي وشرقا توجد أراضي منخفظة وفلاحية كسهل صبرة الواقع في قيادة أولاد ستوت وتتوفر أيضا على شاطئ بحر أبيض متوسطي جد خلاب شواطئه جميلة كشاطئ راس الماء أو قابوياوا وشواطئ أركمان الخلابة المتموقعة في قيادة كبدانة. تتكون دائرة لوتا من أربعة قيادات وهي كالتالي:
- قيادة بني بويحيي
- قيادة كبدانة
- قيادة راس الماء
- قيادة أولاد ستوت